# Tirepied-sur-Sée
Tirepied-sur-Sée – gmina we Francji, w regionie Normandia, w departamencie Manche. W 2013 roku liczba ludności wynosiła 943 mieszkańców. 
Gmina została utworzona 1 stycznia 2019 roku z połączenia dwóch ówczesnych gmin: La Gohannière oraz Tirepied. Siedzibą gminy została miejscowość Tirepied. 